# Balch (Tadżykistan)
Balch (tadż. Балх) – osiedle typu miejskiego w Tadżykistanie, w wilajecie chatlońskim, siedziba administracyjna nohii (rejonu) Dżaloliddin Balchi. W 2015 roku liczyło około 17,5 tys. mieszkańców.

## Historia
11 czerwca 1954 roku miejscowość otrzymała status osiedla typu miejskiego. Do 2017 roku nosiła nazwę Kolchozobod.